# Osman Berk Kınlı
Osman Berk Kınlı (* 24. Mai 1995 in Van) ist ein türkischer Fußballspieler.

## Karriere
Kınlı begann mit dem Fußballspielen im Alter von elf Jahren in der Jugendabteilung von Altay İzmir. Bereits mit 16 Jahren erhielt er dort seinen ersten Profivertrag. In vier Spielzeiten lief er für Altay Izmir 41-mal auf und erzielte dabei zwei Tore.
In der Sommerpause 2016 verließ er seinen langjährigen Verein und unterschrieb zur Saison 2016/17 einen Vertrag beim Viertligisten Erzin Belediyespor.